# L'Horloger de la comète
L'Horloger de la comète, par Tome et Janry, est la quatre-vingt-seizième histoire de la série Spirou et Fantasio. Elle est publiée pour la première fois dans Spirou du no 2427 au no 2448.

## Univers

### Synopsis
Le Comte de Champignac, parti chez son petit-neveu, confie le château à Spirou et Fantasio, qui comptent se reposer. Cependant, un vaisseau étrange s'écrase dans leur jardin et un individu ressemblant fort au Comte de Champignac en sort, accompagné d'une étrange créature, le Snouffelaire. L'individu se révèle être le descendant du Comte, Aurélien, venu du futur chercher à leur époque des germes de quelques plantes disparues à son époque afin de les préserver, et ce dans la forêt de Palombie. Il est surnommé par les scientifiques "l'horloger de la comète" car il prétend qu'il faut attendre qu'une certaine comète soit proche de la terre, soit trois fois tous les 200 ans, pour qu'une altération temporelle puisse se produire.
Connaissant l'environnement hostile de la jungle palombienne, Spirou propose à Aurélien de l'accompagner. Cependant, un dysfonctionnement précipite le vaisseau au XVIe siècle en pleine colonisation portugaise de la Palombie. Spirou, Fantasio et Aurélien sont confrontés aux cannibales hostiles et aux colons qui les prennent pour des espions français. Faits prisonniers par les Portugais, ils sont interrogés par Don Alvaro Moru. Comme celui-ci ne croit pas à leur voyage dans le temps, ils doivent être exécutés le lendemain. Mais Spirou et ses amis parviennent à s'évader grâce à une succession de ruses et grâce à la complicité du bourreau, Amédée, en réalité espion au service de François Ier. Finalement, le vaisseau d'Aurélien se désintègre, mais d'étranges individus venus d'encore plus loin dans le futur viennent les sauver in extremis et les ramener à leurs époques respectives. Ces individus veulent veiller à la sécurité d'Aurélien car il est le précurseur des voyages dans le temps.
Quant au petit-neveu que ramène le comte, il n'est autre qu'Aurélien de Champignac. C'est lorsqu'une horloge lui tombe sur la tête qu'il a la révélation de ses futures recherches sur le temps. L'album se termine sur une citation d'Henri Bergson: "le temps est invention ou il n'est rien du tout".

### Personnages
- Spirou
- Fantasio
- Spip
- Le Comte de Champignac
- Aurélien de Champignac (première apparition)
- Le Snouffelaire (première apparition)
- Don Alvaro Moru (première apparition)
- Don José de Concuaque (première apparition)

## Publication

### Revues
- Publié pour la première fois dans le journal de Spirou du no 2427 au no 2448.

## Adaptations
- Cet album fut adapté en 1992 dans la série animée Spirou.
- Bien qu'étant l'animal de compagnie du voyageur du futur, le Snouffelaire fait une brève apparition dans le jeu vidéo Spirou par Infogrames.